# Sputnik 4
Kosmičeskij korabl 1, Korabl-sputnik 1 nebo Sputnik 4 byl prototyp bezpilotního letu vesmírné lodi Vostok.

## Základní údaje
Američané tento testovací let zařadili do programu Sputnik. Sověti a od nich odvozené československé zdroje toto zařazení neuváděli.
Zkušební let ověřoval loď určenou pro pozdější využití lidskou posádkou. Odstartovala 15. května 1960, ale chyba v navigačním systému však nasměrovala loď špatným směrem, takže místo pádu do atmosféry se dostala na vyšší oběžnou dráhu a tam odhodila návratový modul. Loď znovu vstoupila do atmosféry okolo 5. září 1962 a její kousky pak byly nalezeny v Manitowoc, stát Wisconsin (USA). Návratový modul vstoupil do atmosféry 15. října 1965.